# Arthur Melo
Arthur Henrique Ramos de Oliveira Melo (født 12. august 1996) er en Brasiliansk fodboldspiller, der spiller som midtbanespiller i den italienske klub Juventus.